# Frédéric Ferrière
Pour les articles homonymes, voir Ferrière.
Frédéric Ferrière de son nom complet Frédéric Auguste Ferrière; né le 9 décembre 1848 à Genève, décédé le 14 juin 1924 à Genève fut un médecin suisse, membre puis vice-président du Comité international de la Croix-Rouge (CICR). 
En fondant, dès le début de la Première Guerre mondiale, la section civile de l'Agence internationale des prisonniers de guerre (AIPG), il a été un des initiateurs déterminants de l'extension du rôle de la Croix-Rouge au bénéfice des populations civiles.

## Biographie

### Études de médecine
Frédéric Ferrière étudie à Genève et Berne, puis en Allemagne et à Vienne,  

Doctorat de médecine à Heidelberg (1875).
 
Autorisation d'exercer la médecine à Genève(1878).

### Frédéric Ferrière et la Croix-Rouge

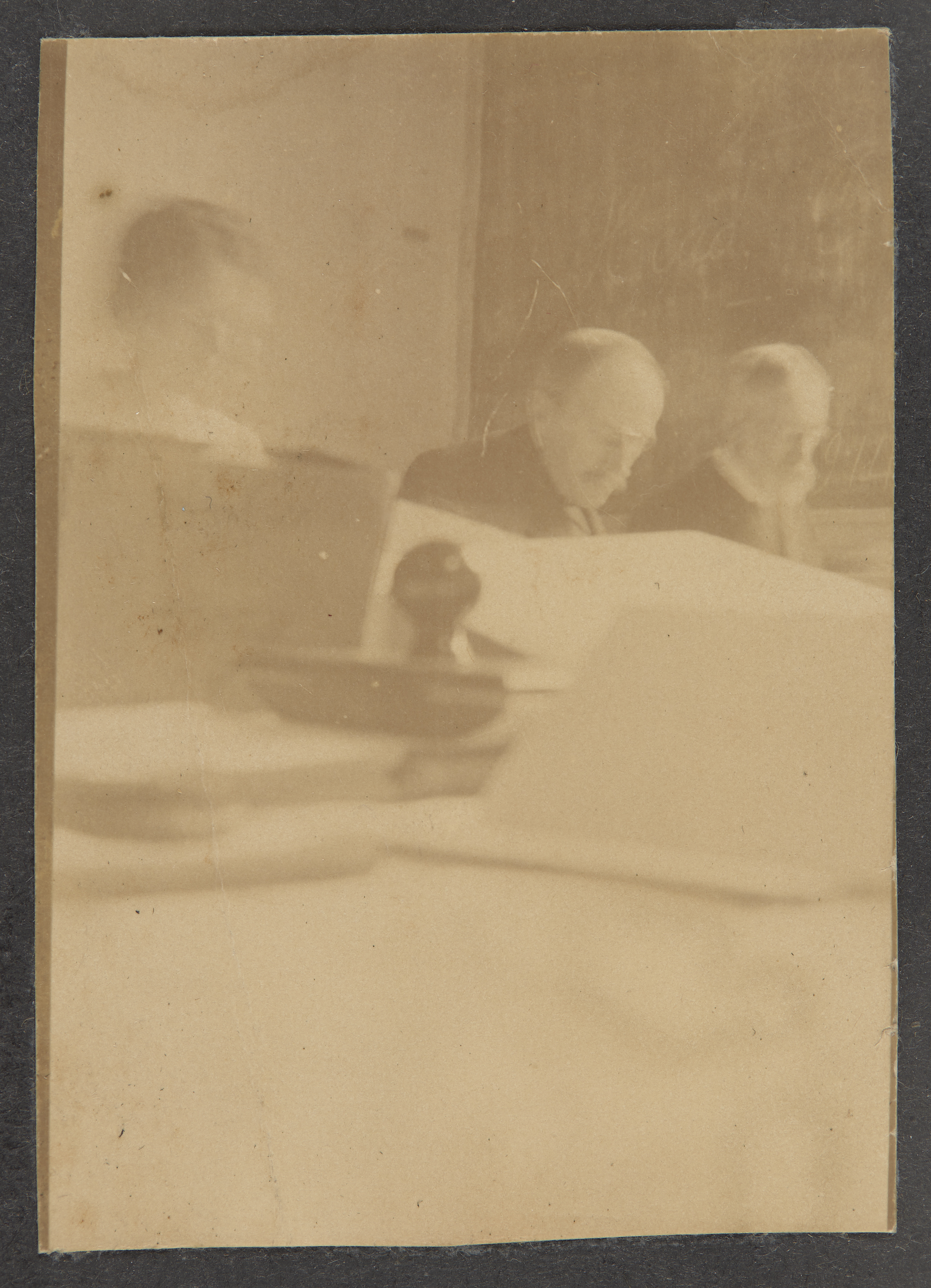
Frédéric Ferrière avec Romain Rolland (centre) et une femme non identifiée à l'AIPG

Dès 1870, pendant la guerre de 70, et avant même la fin de ses études, il s'engagea comme infirmier dans une des premières ambulances de la Croix-Rouge auprès de son petit-cousin Louis Appia,. 
Il n'est pas possible de séparer sa carrière de médecin qu'il mena à Genève de son engagement de plus en plus prenant pour le développement de la Croix-Rouge.

En 1875-76, envoyé au Monténégro avec Aloïs Humbert et Charles Gretz, il fut un initiateur de la Croix-Rouge dans ce pays . 
 
1884 entrée au comité de la Croix-Rouge. 

Nombreuses participations à des congrès d'hygiène et délégations pour promouvoir la Croix-Rouge et son utilité y compris en temps de paix et auprès des civils. (Notamment: 1887 congrès d'hygiène à Vienne,  1892 conférence de Rome,  1894 congrès d'hygiène de Budapest,  1902 délégué à Saint-Pétersbourg,  1903 délégations en Égypte et en Grèce,  1912 délégué à New York, 1915 à Vienne, 1918 inspections en Grèce, 1920 délégué à Vienne).
En 1914
Contre l'avis des autres membres du comité qui d'une part désiraient se conformer aux limites du mandat accordé à la Croix-Rouge, et d'autre part considéraient la tâche comme titanesque, il mit en place la section civile de l'AIPG. Cette section, tout d'abord créée à titre privé avec l'aide de quelques proches, fut rapidement intégrée à la Croix-Rouge malgré le vide juridique. Des dizaines puis des centaines de bénévoles se joignirent rapidement aux pionniers. Cette expansion marqua un tournant décisif dans la popularité de l'institution.  
Dès cette période Frédéric Ferrière abandonna sa pratique de médecin pour consacrer toute son énergie à l'essor de la Croix-Rouge. 

 
Dès 1871, mais surtout entre 1919 et 1924, de nombreuses décorations, saluèrent la valeur de son action au sein du CICR.

### Héritage
Ce n'est que bien après son décès, en 1949, que les mandats de la Croix-Rouge concernant les civils seront enfin ratifiés. Avant lui, Louis Appia avait déjà évoqué cette nécessité. Mais il est clair que Frédéric Ferrière a eu une influence déterminante sur le chemin de ce qui aujourd'hui nous semble aller de soi.

### Famille
Frédéric était le quatrième des cinq enfants de (Jean-) Emmanuel Ferrière (1804-1871) et d'Augusta Reinecke (1820-1896). Son père et son grand-père étaient pasteurs, ainsi que son frère aîné Louis,. Sa grand-mère paternelle, Suzanne Develay est décédée de la fièvre typhoïde peut-être contractée en soignant des soldats de passage à Genève en 1814. L'un des fondateurs du Comité international de la Croix-Rouge, Louis Appia, fut un neveu de cette grand-mère, un cousin germain du père de Frédéric Ferrière,.
Frédéric Ferrière épousa en 1878, à Vienne, Adolphine Faber (1853-1932), ils eurent quatre enfants. L'aîné Adolphe Ferrière et la cadette Marianne dite Maya Ferrière ont activement participé aux débuts de l'École internationale de Genève ; Frédéric dit Fredy, médecin également, fut vice-consul de Bolivie à Genève ; Charles Ferrière, entomologiste, fut conservateur du Muséum d'histoire naturelle de Genève. Une de ses nièces, Suzanne Ferrière, consacra également sa vie au développement des institutions internationales (CICR, HCR).

## Décorations
- 1871 Verdienstmedaille Baden
- 1871 Verdienstmedaille Preussen
- 1876 Ordre de Saint-Sava (Serbie)
- 1886 Croix de la reine Nathalie de Serbie
- 1896 Diplôme commémoratif de la Suisse pour services rendus
- 1908 Chevalier de la Légion d'honneur
- 1918 Grand officier de l'ordre du prince Danilo Ier (Monténégro)
- 1919 Médaille d'or La France reconnaissante
- 1919 Médaille d'or La Belgique reconnaissante
- 1919 Médaille Salvatore (ville de Vienne)
- 1920 Ordre royal de Saint-Sava (Serbie, Grand officier de IIIe classe)
- 1921 Croix d'honneur de l'Université de Vienne
- 1923 Chevalier de l'ordre de la Couronne (Belgique)
- 1924 Officier de la Légion d'honneur

- ...  nombreuses médailles de Croix-Rouges nationales (Monténégro, Serbie, Autriche, Bulgarie, Hongrie, Italie, Espagne, Portugal, Estonie   )

### Sources
- Archives Frédéric Ferrière et diverses publications aux Archives du CICR.
- site consacré à Frédéric Ferrière reproduction de plusieurs publications
- Rachad Armanios; Directeur de mémoire: Jean-François Pitteloud, Le Dr Frédéric Ferrière; travail de licence (Université de Genève, Faculté des lettres, Département d'histoire générale), Genève, 2003, 195 p.